# Burkina Faso i olympiska sommarspelen 2016
Burkina Faso deltog i olympiska sommarspelen 2016 som ägde rum i Rio de Janeiro i Brasilien i augusti 2016. Landet erövrade ingen medalj.

## Friidrott
Key
- Notera– Placeringar avser endast det specifika heatet.
- Q = Tog sig vidare till nästa omgång
- q = Tog sig vidare till nästa omgång som den snabbaste förloraren eller, i fältgrenarna, genom placering utan att nå kvalgränsen
- NR = Nationellt rekord
- N/A = Omgången fanns inte i grenen
- Bye = Idrottaren behövde inte tävla i omgången

Herrar
Bana och väg
| Hugues Fabrice Zango | Herrarnas tresteg | 15,99 | 34 | Gick inte vidare | Gick inte vidare |

Damer
Bana och väg
| Idrottare | Gren | Heat         | Heat                    | Semifinal | Semifinal | Final            | Final            |                  |                  |
| --------- | ---- | ------------ | ----------------------- | --------- | --------- | ---------------- | ---------------- | ---------------- | ---------------- |
| Idrottare | Gren | Marthe Koala | Damernas 100 meter häck | 13,41     | 8         | Gick inte vidare | Gick inte vidare | Gick inte vidare | Gick inte vidare |

## Judo
Burkina Faso hade med en judoka i tungviktsklassen för herrar. Rachid Sidibe fick den afrikanska kvotplatsen då landet hade den högst rankade judokan utanför de direkt kvalificerade enligt IJF World:s rankinglista den 30 maj 2016.
| Idrottare     | Gren                      | Omgång 1               | Omgång 2             | Omgång 3             | Kvartsfinaler        | Semifinaler          | Återkval             | Final / BM           | Final / BM |
| Idrottare     | Gren                      | Motståndare Resultat   | Motståndare Resultat | Motståndare Resultat | Motståndare Resultat | Motståndare Resultat | Motståndare Resultat | Motståndare Resultat | Placering  |
| ------------- | ------------------------- | ---------------------- | -------------------- | -------------------- | -------------------- | -------------------- | -------------------- | -------------------- | ---------- |
| Rachid Sidibé | Herrarnas tungvikt +100kg | Chammo (UKR) L 000–100 | Gick inte vidare     | Gick inte vidare     | Gick inte vidare     | Gick inte vidare     | Gick inte vidare     | Gick inte vidare     |            |

## Simning
| Idrottare          | Gren                  | Heat  | Heat      | Semifinal        | Semifinal        | Final            | Final            |
| Idrottare          | Gren                  | Tid   | Placering | Tid              | Placering        | Tid              | Placering        |
| ------------------ | --------------------- | ----- | --------- | ---------------- | ---------------- | ---------------- | ---------------- |
| Tindwende Sawadogo | Herrarnas 50 m frisim | 26,38 | 67        | Gick inte vidare | Gick inte vidare | Gick inte vidare | Gick inte vidare |
| Angelika Ouedraogo | Damernas 50 m frisim  | 29,44 | =67       | Gick inte vidare | Gick inte vidare | Gick inte vidare | Gick inte vidare |